# Music Week

Music Week est une revue professionnelle pour l'industrie du disque du Royaume-Uni.
Créée en 1959, elle se nommait alors Record Retailer et fut renommée en Music Week le 18 mars 1972. Le 17 janvier 1981, le titre changea encore, pour coller à l'importance que prenaient les vidéos, en Music & Video Week. La revue rivale nommée Record Business, créée en 1978 par Brian Mulligan et Norman Garrod, fut absorbée par le Music & Video Week en février 1983. Des années plus tard, Music & Video Week fut scindé en deux, le Video Week et le Music Week.
Depuis avril 1991, le Music Week a intégré le Record Mirror, au début comme un supplément classement de 4 à 8 pages, plus tard comme un supplément spécialisé dans la Dance accompagné d'articles, de critiques et de classements.
Dans les années 1990, beaucoup de magazines et de lettres d'informations ont intégré  la famille Music Week: Music Business International (MBI), Promo, MIRO Future Hits, Tours Report, Fono, Green Sheet, Charts+Plus (publié de mai 1991 à novembre 1994), and Hit Music (de septembre 1992 à mai 2001). Vers mai 2001 toutes les lettres d'information (à part Promo) cessent d'être publiée.
En 2003, Music Week relance son site internet qui offre des actualités quotidiennes, des reportages, les listes des sorties et des ventes des disques au Royaume-Uni, les classements de rotations radios et de rotations en clubs.
Au début de 2006, un site séparé à accès libre est lancé pour le directoire de Music Week qui donne accès aux utilisateurs à environ 10 000 contacts de l'industrie musicale au Royaume-Uni.
Au milieu de 2007, le magazine s'est offert un rafraîchissement et une reconception par l'agence de design basée à Londres This Is Real Art. En octobre 2008 un autre remaniement amène des changements majeurs dans le magazine.

## Détails de publication
Music Week est publié hebdomadairement (51 éditions par an) par UBM BEAM une filiale de United Business Media. Il est disponible au format papier B4 et en édition PDF identique.

## Tirage
- 1997/98: 12,503
- 1998/99: 11,851
- 1999/00: 10,982
- 2000/01: 10,933
- 2001/02: 10,555
- 2002/03: n/a
- 2003/04: 9,622
- 2004/05: n/a
- 2006/07: 7,960
- 2007/08: 6,771

(chiffres Audit Bureau of Circulations UK)